# Milan Luhový
Milan Luhový (Ružomberok, 1 de janeiro de 1963) é um ex-futebolista profissional eslovaco que atuava como defensor.

## Carreira
Milan Luhový fez parte do elenco da Tchecoslováquia na Copa do Mundo de 1990.